# Michal Postava
Michal Postava (* 28. února 2002 Valašské Meziříčí) je český lední hokejista hrající na postu brankáře.

## Život
S hokejem začínal v klubu HC Bobři Valašské Meziříčí, v mládeži se následně přesunul do Přerova. Mezi muži tohoto celku si odbyl premiéru v sezóně 2019/2020, kdy nastoupil k jedinému utkání. Zbytek ročníku patřil do kádru místních juniorů. Před dalším ročníkem (2020/2021) přestoupil v rámci soutěže juniorů do brněnské Komety, ale v šesti zápasech vypomáhal mužům svého mateřského klubu. Jedno utkání navíc odchytal za českou reprezentaci do 20 let.
Ročník 2021/2022 nastupoval i nadále za brněnské juniory, nicméně formou střídavých startů vypomáhal jak přerovským juniorům, tak rovněž tamnímu výběru mužů. Dalších sedm zápasů odehrál též za muže Kopřivnice. A ve čtyřech zápasech nastoupil za reprezentační výběr do dvaceti let.
Před sezónou 2022/2023 přestoupil zpět do Přerova a nastupoval za místní mužský výběr, do jehož kádru patřil i v ročníku 2023/2024, ve kterém získal ocenění pro nejlepšího brankáře soutěže. Poté přestoupil do nejvyšší soutěže v České republice, a to do brněnské Komety. V jejím dresu hned vyhrál českou nejvyšší soutěž, přičemž v tažení za pohárem pro vítěze patřil k nejdůležitějším hráčům. Před následujícím ročníkem projevili o Postavu kluby ze severoamerické Národní hokejové ligy (NHL), a to Edmonton a dále Detroit, s nímž nakonec podepsal dvouletý nováčkovský kontrakt.

## Ocenění a úspěchy
- 2018 ČHL-16 – Nejúspěšnější brankář
- 2023 1.ČHL – Nejnižší průměr inkasovaných branek
- 2024 1.ČHL – All-Star Tým
- 2024 1.ČHL – Nejlepší brankář
- 2024 1.ČHL – Nejúspěšnější brankář
- 2024 1.ČHL – Nejvíce vychytaných vítězství
- 2025 ČHL – Nejúspěšnější brankář v playoff

## Prvenství
- Debut v ČHL – 18. září 2024 (HC Kometa Brno proti Bílí Tygři Liberec)
- První inkasovaný gól v ČHL – 18. září 2024 (HC Kometa Brno proti Bílí Tygři Liberec, slovenským útočníkem Róbertem Lantošim)
- První vychytaná nula v ČHL – 9. října 2024 (HC Kometa Brno proti Banes Motor České Budějovice)